# Kinji Imanishi
Kinji Imanishi (今西錦司, Imanishi Kinji, 6 de janeiro, 1902 - 15 junho, 1992) foi um ecologista japonês e antropologo. Fundador do Instituto de Pesquisa sobre primatas da Universidade de Kyoto, e juntamente com Junichiro Itani é considerado o fundador da primatologia japonesa.

## Publicações
- Imanishi, Kinji (1941): Seibutsu no Sekai (生物の世界). Kōbundō
  - Imanishi, Kinji (2002) The World of Living Things ISBN 0-7007-1632-7